# البطولة الكندية
البطولة الكندية (بالإنكليزية: Canadian Championship) هي بطولة الكأس المحلية لكرة القدم في كندا، .البطل الحالي لموسم 2023 هو فانكوفر وايتكابس.

## وصلات خارجية
- Canadian Championship on CSA site
- History of Canadian Championship from 2008 to 2011
- Canada - List of Champions, RSSSF.com